# Матилда Макфејл
Матилда Александрина Макфејл (Dr. Matilda Alexandrina Macphail, Скај, 3. јун 1860 — 6. новембар 1946, Единбург),  била је шкотска докторица,  на служби у лекаркој медицинској мисије у Индији.  Учесник Великог рата, у саставу Болнице Шкотских жена за службу у иностранству на простору Европе  и оснивач  Санаторијума за Србе у Саланшу (десте болнице шкотских жена) у којој је радила од њеног оснивања марта 1918. године, па све до јуна 1919. године.

## Живот и дело
Рођена је у Шкотској на острву Скај 3. јуна 1860. године, од оца свештеника Џона Синклера Мекфејла првог пастора Слободне цркве Шкотске, а потом и првог пастора Уједињена слободне цркве Шкотске и мајке Џесике Рид. Медицину је студирала на Лондонском медицинском факултету за жене (London School of Medicine for Women), где је успешно дипломирала 1887. године.
После завршених студија медицине, др Макфејл је преузела службу као прва докторица у шкотској медицинској мисији у Индији, која је радила под покровитељство Слободне цркве Шкотске. 
Када је постављена 1888. године за првог медицинског мисионара поменуте цркве, др Макфејл је добила задатак да се бави организацијом лечења индијских жена и деце. Др Макфејл је у Мадрасу, прво основала диспанзер за сиромашне жене и децу, а потом је обновила малу болницу (Christina Rainy Hospital) у комплексу бунгалова, са 250 кревета и ту живела и радила до 1929. године.
На почетку Великог рат са другим женама из Индије прикључила се Болници шкотских жена за службу у иностранству, у оквиру које је била задужена да води бригу о избеглом српском становништву, прво на Корзици а онда и Саланшу у Француској.

Дужност управника болнице на Корзици преузела је августа 1917. У писму комитету Болнице шкотских жена она наводи 
...да је Корзика најлепше место где је радила: „Corsica is certainly the most beautiful place she ever worked in“. Руководила је Јединицом Корзика у Ајачу од 2. августа 1917. до 26. новембра 1917. Др Макфејл је имала у болници помоћ и подршку др Мери Грант Фергусон (Dr. Mary Micholina Grant Ferguson), која је радила у Болници шкотских жена на Корзици од 14. септембра 1917. до 9. новембра 1918. Проведене године у избеглиштву и последице свих ратних страдања и страдања у повлачењу резултирале су већим бројем оболелих, што је указало на потребу за организованом здравственом заштитом.
 
Српски потпорни фонд је помогао отварање и пункта Болнице шкотских жена у Бастији, такође под управом болнице поверене др Матилди Макфејл. 
Када је на иницијативу Просветно одељење у Паризу донета одлука да се оснује санаторијум у Саланшу (1917) и ђачког одморишта у Ментону,[6] задатак  оснивања санаторијума поврене је др Макфејл, која је по одласку са Корзике, преузела дужност лекарке у Болници шкотских жена у Саланшеу, у Француској, која је у типу санаторијум била намењена српским студентима оболелим од туберкулозе. Поред лечење српских ђака у санаторијуму, управа санаторијума, по одобрењу Просветно одељење у Паризу, организовала је и курс енглеског језика, а сваки болесник је добијао по један комад земље на коме је узгајао поврће и цвеће, а све са циљем бржег и бољег опоравка.[10][11]
У санаторијуму у Саланшеу је др Матилда Макфејл радила од 1. фебруара 1918. до 1. новембра 1918. године.
Након завршетка Првог светског рата вратила се у своју вољену Индију, уз обећање да ће једног дана посетити Србију, чије је избеглице лечила све време Великог рата на Корзици и у Саланшеу. У ИНдији је радила у болници која је готово у потпуности финансирана од доприноса неких богатих пацијената и бројних донација појединаца и друштава.
По одласку у панзију 1930-тих вратила се у Шкотску и живела је у Единбургу, у коме је и преминула  6. новембра 1946. године.

## Признања
За свој рад награђена је:
- Сребрном медаљом Kaisar-i-Hind Medal Гувернера Индије, два пута 1912. и 1918.[9][10]
- Орденом Британске империје Order of the British Empire, 1930.[11][12]